# Booneville (Arkansas)
Booneville es una ciudad en el Condado de Logan, Arkansas, Estados Unidos. Para el censo de 2000 la población era de 4.117 habitantes. La ciudad es una de las dos sedes del condado de Logan. La ciudad se encuentra en el valle de río Arkansas entre las montañas Ouachita y la meseta de Ozark.

## Historia
Booneville fue fundada en 1828, cuando el Coronel Walter Cauthron construyó una cabaña de madera e inauguró una tienda cerca del río Petit Jean en lo que entonces era el Condado de Crawford. Según la tradición de la familia Cauthron, él planeaba nombrar el asentamiento Bonneville, en honor a su amigo el Capitán Benjamin Bonneville, con quien compartía el interés de explorar el Territorio de Arkansas. Sin embargo, un error en la escritura provocó que el pueblo fuera nombrado Booneville.
Otra versión dice que el pueblo fue nombrado en honor a Daniel Boone. Él era amigo de Benjamin Logan, un soldado y político del Condado de Shelby (Kentucky). El Coronel James B. Logan, por el que el Condado de Logan tiene su nombre, era un miembro de la misma familia. 
En 1898, el Choctaw, Oklahoma and Gulf Railroad (Ferrocarril de Choctaw, Oklahoma y el Golfo), más tarde adquirido por Chicago, Rock Island and Pacific Railroad (Ferrocarril de Chicago, Rock Island y el Pacífico), construyó una línea entre McAlester (Oklahoma) y Little Rock pasando por Booneville. La ciudad se convirtió en el puesto para cambiar de tripulación y el personal del tren tanto de Little Rock como de Hartshorne (Oklahoma) se hospedaría en hoteles entre viajes. Hasta el cierre del Rock Island Railroad en marzo de 1980, el ferrocarril fue un factor importante para la economía del pueblo.

### Arkansas State Tuberculosis Sanatorium
El Arkansas State Tuberculosis Sanatorium (Sanatorio Estatal de Tuberculosis de Arkansas) fue establecido tres millas al sur de Booneville en 1909. El sanatorio funcionó como el centro de relocalización para todas las personas blancas con tuberculosis. Para cuando las instalaciones fueron cerradas en 1972, más de 70.000 pacientes habían sido tratados. El hospital principal, llamado Nyberg Building (Edificio Nyberg), fue completado en 1941. La instalación se volvió conocida a nivel mundial como uno de los más exitosos y modernos hospitales para el tratamiento de tuberculosis de sus días.

## Geografía
Boooneville se localiza a 35°8′23″N 93°55′17″O / 35.13972, -93.92139. De acuerdo a la Oficina del Censo de los Estados Unidos, la ciudad tiene un área total de 10,6 km², de los cuales el 100% es tierra.

## Demografía
Para el censo de 2000, había 4.117 personas, 1.619 hogares y 1.109 familias en la ciudad. La densidad de población era 388,4 hab/km². Había 1.863 viviendas para una densidad promedio de 176,3 por kilómetro cuadrado. De la población 96,62% eran blancos, 0,05% afroamericanos, 1,12% amerindios, 0,27% asiáticos, 0,05% isleños del Pacífico, 0,17% de otras razas y 1,72% de dos o más razas. 0,87% de la población eran hispanos o latinos de cualquier raza.
Se contaron 1.619 hogares, de los cuales 34,8% tenían niños menores de 18 años, 51,3% eran parejas casadas viviendo juntos, 13,3% tenían una mujer como cabeza del hogar sin marido presente y 31,5% eran hogares no familiares. 28,5% de los hogares eran un solo miembro y 16,2% tenían alguien mayor de 65 años viviendo solo. La cantidad de miembros promedio por hogar era de 2,48 y el tamaño promedio de familia era de 3,01.
En la ciudad la población está distribuida en 28,0% menores de 18 años, 8,1% entre 18 y 24, 26,4% entre 25 y 44, 20,0% entre 45 y 64 y 17,5% tenían 65 o más años. La edad media fue 36 años. Por cada 100 mujeres había 88,9 varones. Por cada 100 mujeres mayores de 18 años había 82,1 varones.
El ingreso medio para un hogar en la ciudad fue de $26.627 y el ingreso medio para una familia $31.012. Los hombres tuvieron un ingreso promedio de $25.238 contra $20.092 de las mujeres. El ingreso per cápita de la ciudad fue de $13.076. Cerca de 13,1% de las familias y 18,4% de la población estaban por debajo de la línea de pobreza, 22,0% de los cuales eran menores de 18 años y 23,9% mayores de 65.

## Nativos y residentes notables
- Kimberly Foster, actriz
- Elizabeth Gracen, ex-Miss America y actriz
- John P. McConnell, Jefe de Estado Mayor de la Fuerza Aérea de los Estados Unidos entre 1965 y 1969
- Floyd Speer, jugador de las Grandes Ligas de Béisbol
- Aaron Ward, jugador de las Grandes Ligas de Béisbol